# Aeonium davidbramwellii
Aeonium davidbramwellii är en fetbladsväxtart som beskrevs av H.Y. Liu. Aeonium davidbramwellii ingår i släktet Aeonium och familjen fetbladsväxter. Inga underarter finns listade i Catalogue of Life.

## Bildgalleri

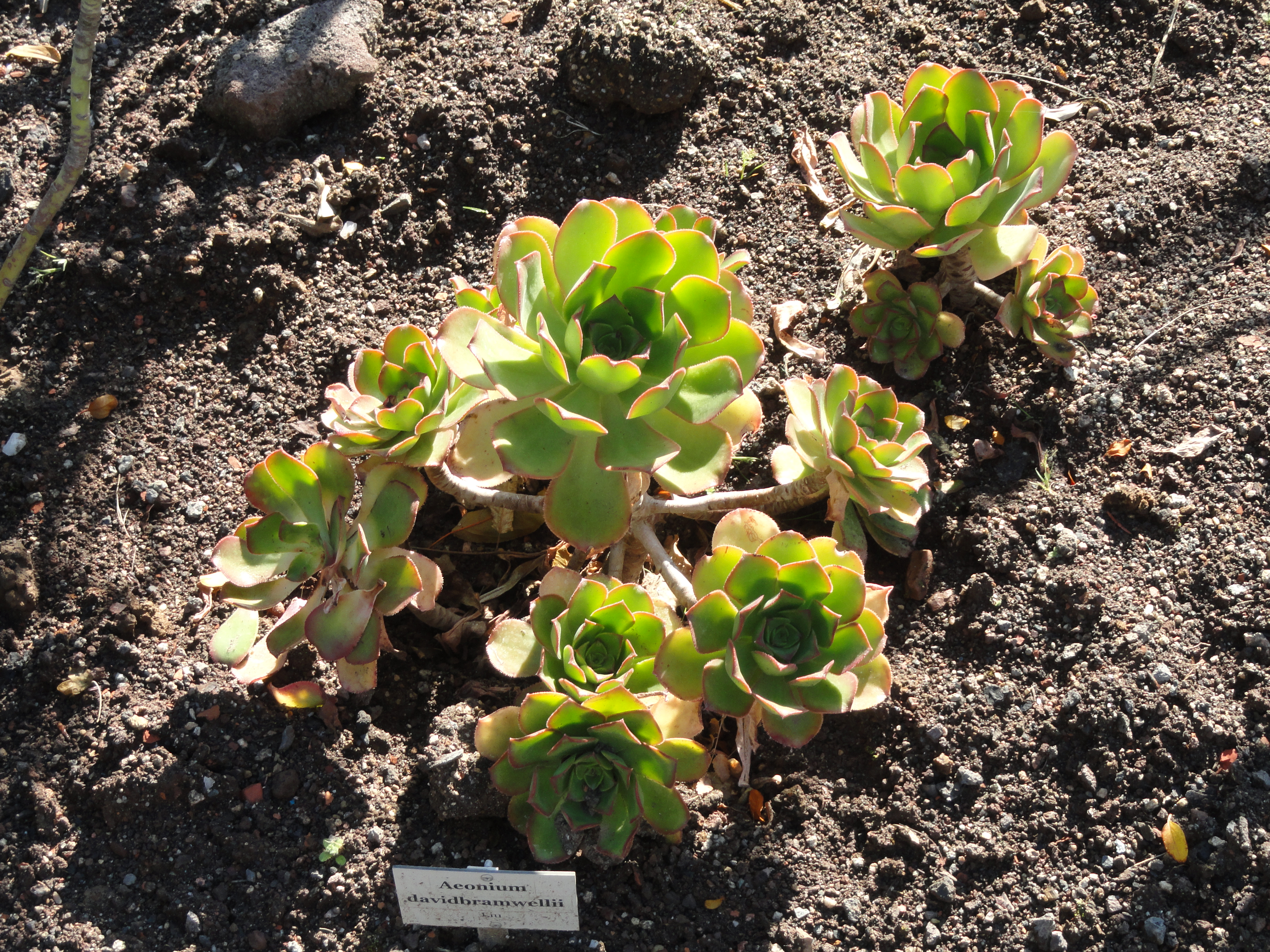
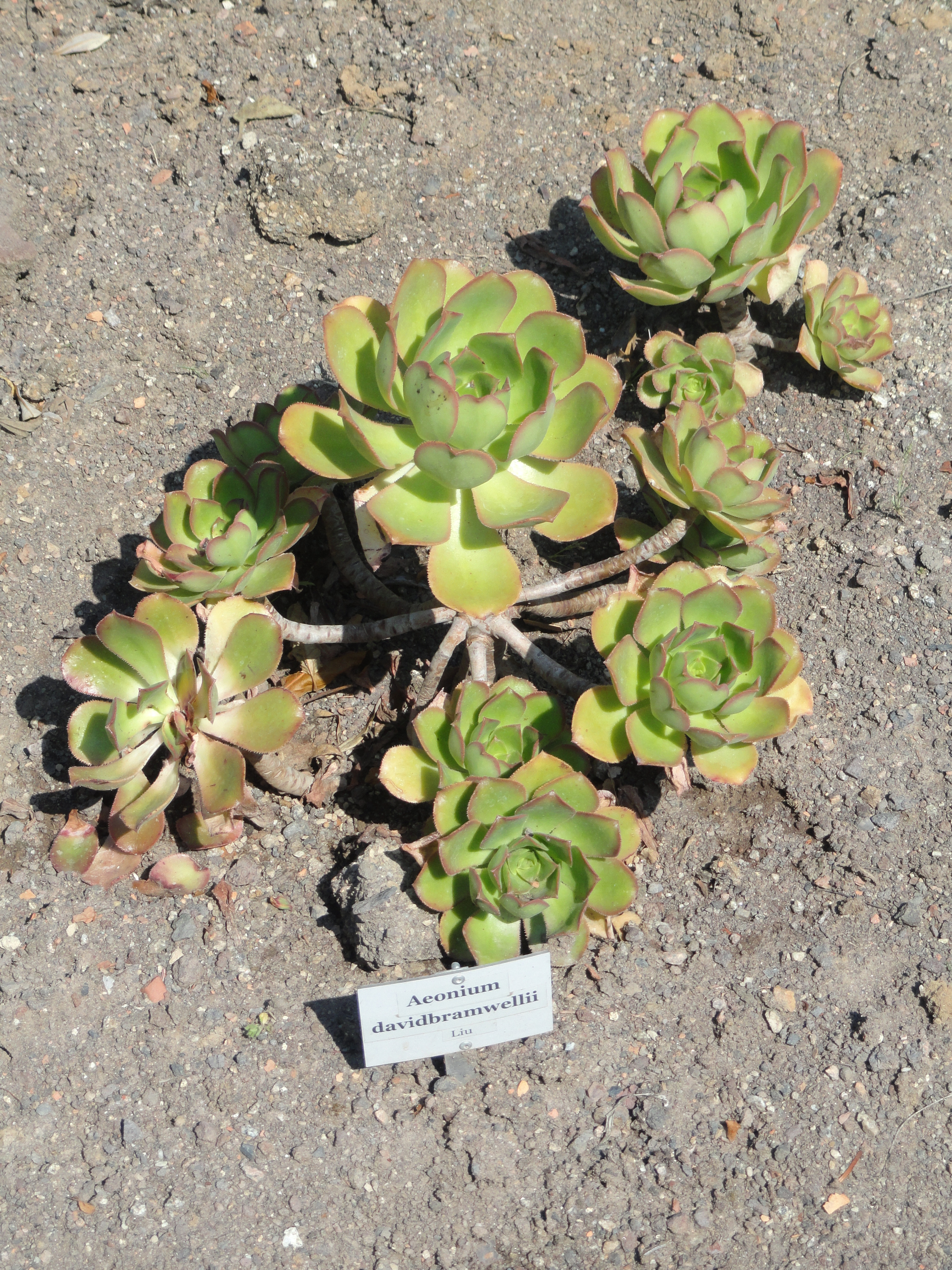
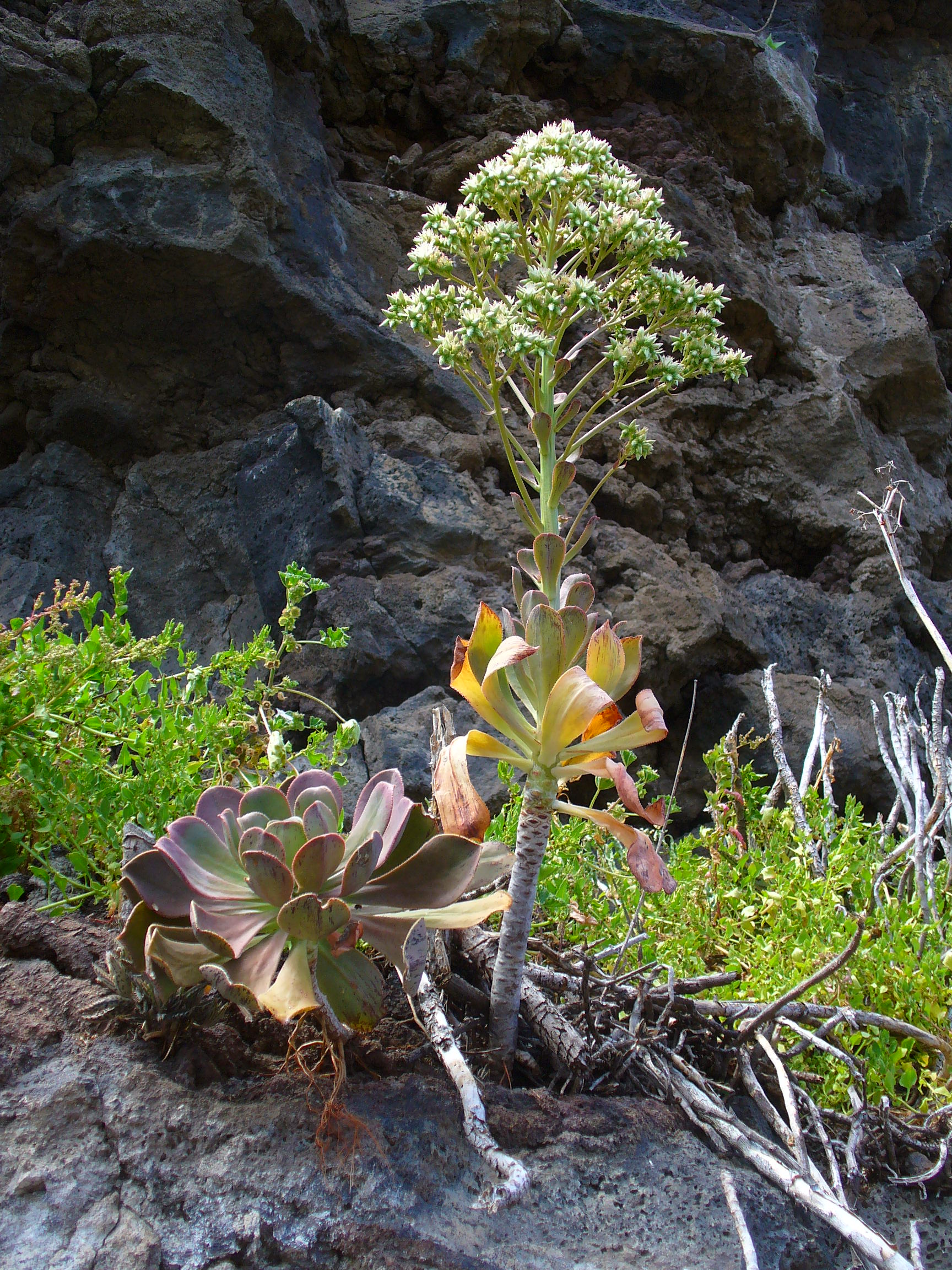
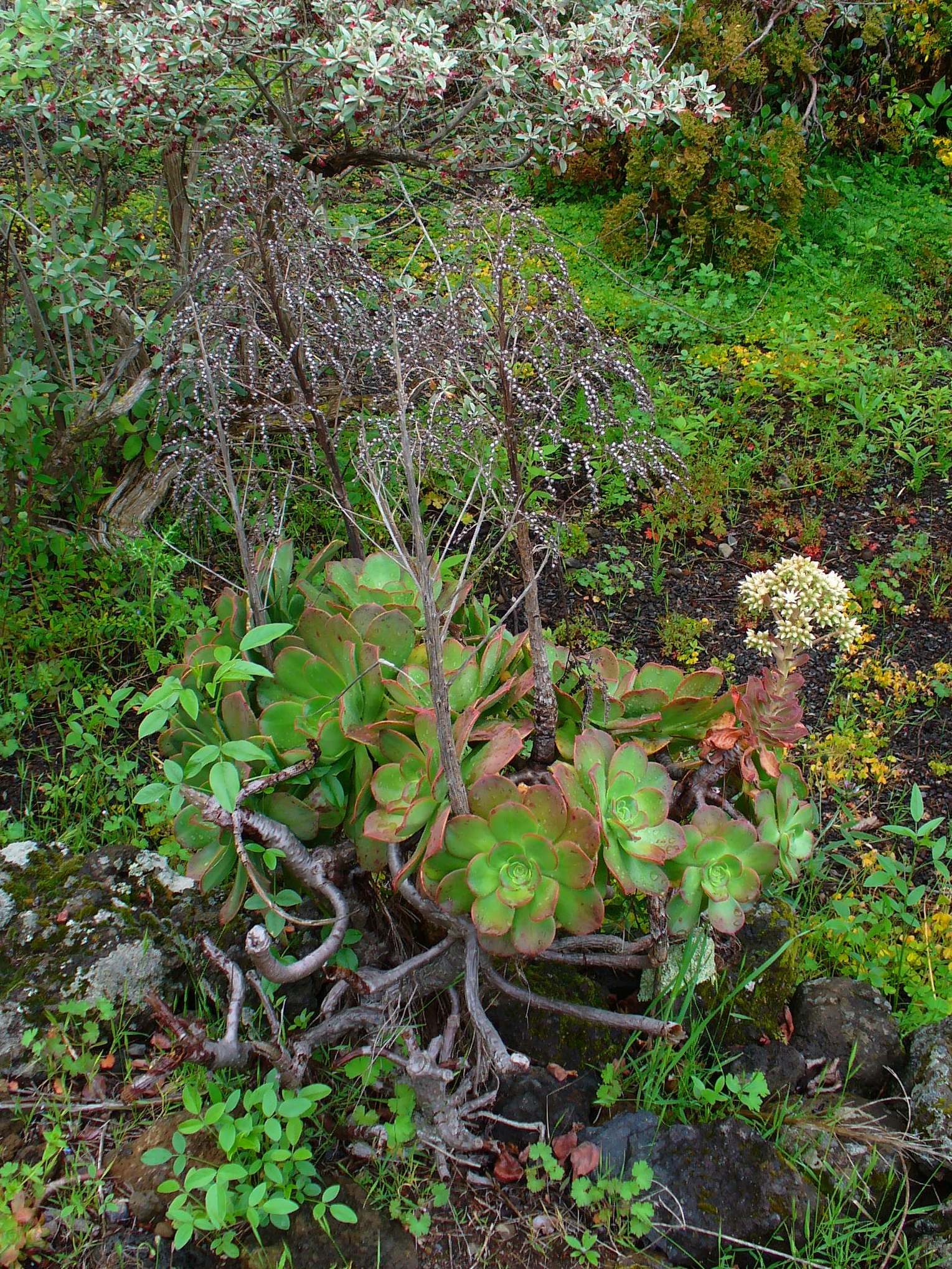
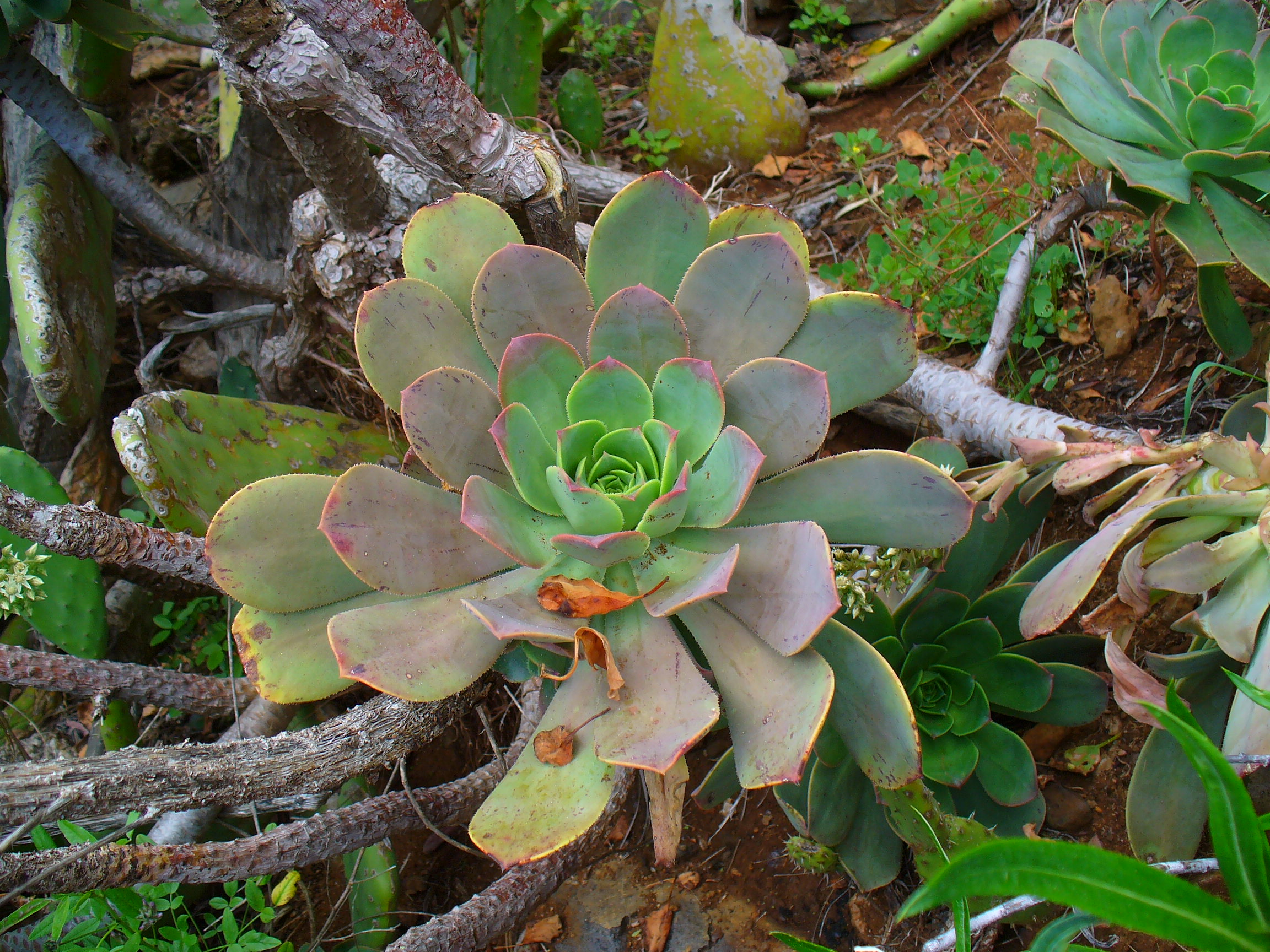
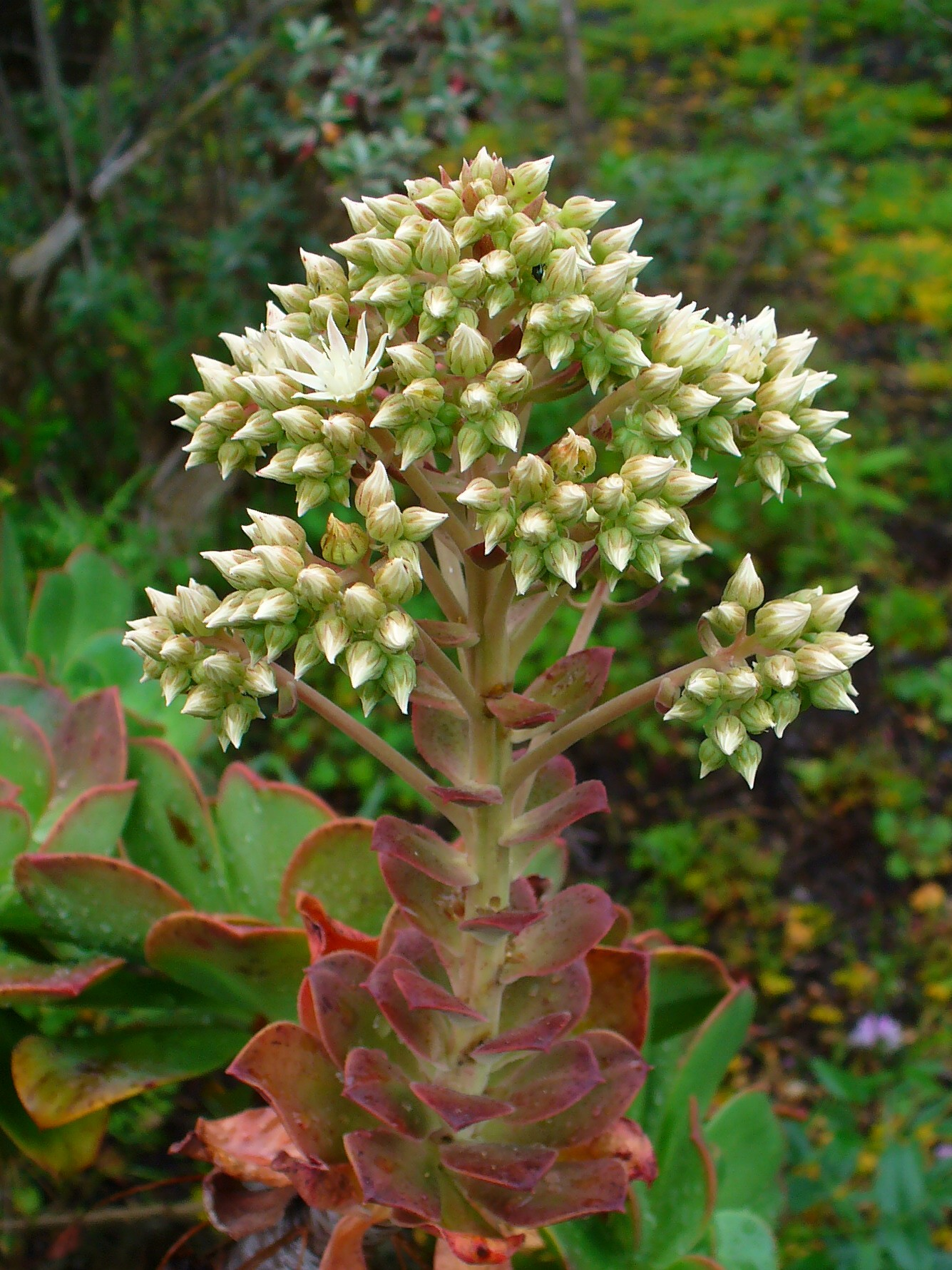